# مامه شا (تموغه سقز)
قرية مامه شا (بالكردية: مامەشا) هي إحدى القرى التابعة لـتموغه في ريف قسم مركزي من مقاطعة سقز، في محافظة كردستان الإيرانية.

## السكان
حسب إحصاءات سنة 2006، بلغ إجمالي السكان في مامه شا 188 نسمة وعدد المساكن 44 مسكن. لغة سكان مامه شا هي اللغة الكردية و هم من أهل السنة والجماعة والمذهب الشافعي.